# Steam
Steam je digitalna distribucijska platforma koju je razvila tvrtka Valve Corporation koja nudi upravljanje digitalnim pravima, multiplayer i virtualne igre,video streaming i usluge društvenog umrežavanja. Steam omogućuje korisniku instalaciju i automatsko ažuriranje igara i značajke zajednice kao što su popisi prijatelja i grupe, spremanje u "oblaku" i funkcionalnost glasa i chata u igri. Softver osigurava slobodno sučelje za programiranje (API), pod nazivom Steamworks koje programeri mogu koristiti za integraciju mnogih funkcija Steama u svoje proizvode, uključujući umrežavanje, usklađivanje, dostignuća, mikro-transakcije i podršku za sadržaj kojega je korisnik stvorio u Steam radionici (workshopu). Iako su igre u početku razvijane za korištenje na operacijskim sustavima Microsoft Windows, kasnije su objavljivane inačice za OS X i Linux. Mobilne aplikacije s povezanom funkcijom s glavnim softverom kasnije su izdane za iOS, Android i Windows Phone uređaje 2010-ih.
Steam platforma smatra se najvećom digitalnom distribucijskom platformom za računalne igre. Screen Digest procjenjuje da Steam ima oko 75 % tržišnog prostora u listopadu 2013. godine. U 2015. godini korisnici koji kupuju naslove putem Steama ili putem Steamovih ključeva od dobavljača treće strane ukupno su potrošili oko 3,5 milijarda dolara, što predstavlja 15 % globalne prodaje PC igara za godinu dana, prema procjenama Steam Spy web stranice za praćenje. Krajem 2017. godine usluga je imala više od 150 milijuna registriranih naloga, a dosegla je vrhunac od 17,5 milijuna istovremenih korisnika. Uspjeh Steam platforme doveo je do razvoja linije mikro-konzole s Steam Machineom, kao i SteamOS operativnog sustava.